# Julus curiosus
Julus curiosus är en mångfotingart som beskrevs av Karsch 1881. Julus curiosus ingår i släktet Julus och familjen kejsardubbelfotingar. Inga underarter finns listade i Catalogue of Life.